# Santa Marta de Ortigueira
Santa Marta de Ortigueira är en ort i Spanien.   Den ligger i provinsen Provincia da Coruña och regionen Galicien, i den nordvästra delen av landet, 500 km nordväst om huvudstaden Madrid. Santa Marta de Ortigueira ligger 37 meter över havet och antalet invånare är 7 663.
Terrängen runt Santa Marta de Ortigueira är kuperad åt sydväst, men åt nordost är den platt. Havet är nära Santa Marta de Ortigueira norrut. Runt Santa Marta de Ortigueira är det ganska glesbefolkat, med 23 invånare per kvadratkilometer. Santa Marta de Ortigueira är det största samhället i trakten. I omgivningarna runt Santa Marta de Ortigueira växer i huvudsak blandskog.